# Халденванг (Швабија)
Халденванг (њем. Haldenwang) општина је у њемачкој савезној држави Баварска. Једно је од 34 општинска средишта округа Гинцбург. Према процјени из 2010. у општини је живјело 1.845 становника. Посједује регионалну шифру (AGS) 9774140.

## Географски и демографски подаци
Халденванг се налази у савезној држави Баварска у округу Гинцбург. Општина се налази на надморској висини од 480 метара. Површина општине износи 18,0 km². У самом мјесту је, према процјени из 2010. године, живјело 1.845 становника. Просјечна густина становништва износи 103 становника/km².